# 五代ゆう
五代 ゆう（ごだい ゆう、1970年8月7日 - ）は、日本の小説家。奈良県出身。父親は東大寺学園中学校・高等学校の元国語教諭。
大学在学中、富士見書房主催の第4回ファンタジア長編小説大賞に応募し、『はじまりの骨の物語』で入選、初の大賞受賞者となった。同作品の出版に先駆け、『虚神の都』（『月刊ドラゴンマガジン』1993年4月号掲載）で作家デビューを果たした。
長編ヒロイック・ファンタジー小説『グイン・サーガ』を執筆していた栗本薫が2009年に亡くなった。栗本は生前から自分が死んだ後も誰かが物語を書き継いでくれることを望んでいた。五代は、宵野ゆめと2人で『グイン・サーガ』の正伝を2013年11月に発売された第131巻『パロの暗黒』より書き継ぐこととなり、141巻以降は単独で続刊中。
日本SF作家クラブ会員だったが、2023年4月現在は、会員名簿に名前がない。

## 主な作品リスト

### 小説
- はじまりの骨の物語（富士見ファンタジア文庫） ※後にHJ文庫にて復刊。
- 機械じかけの神々（上・下全2巻／富士見ファンタジア文庫）
- 遥かなる波濤の呼び声 四獣伝説（上・中・下全3巻／富士見ファンタジア文庫）
- 〈骨牌使い〉の鏡（Fantasy essential 2） ※ハードカバー。後に富士見ファンタジア文庫で上・中・下全3巻で復刊。またハヤカワ文庫（上・下2巻）にて復刊。
- ヴァルキリープロファイル（上）（スクウェア・エニックス、下巻は発行されていないため未完） ※ハードカバー
- 晴明鬼伝（角川ホラー文庫）
- 玻璃ノ薔薇（角川ホラー文庫）
- 風と暁の娘 パンツァードラグーン オルタ（メディアファクトリー） ※ハードカバー
- パラケルススの娘シリーズ（全10巻／MF文庫J）
- ゴールドベルク変奏曲（HJ文庫）
- アレクシオン・サーガ（既刊2巻／HJ文庫・打ち切り。五代の個人サイトにて打ち切りになった話は載っている）
- クォンタムデビルサーガ（ハヤカワ文庫）
- グイン・サーガ続編プロジェクト（ハヤカワ文庫、宵野ゆめとの共同著）
- 幻國戦記CROW（全2巻／GA文庫）

### アンソロジー
- 稲妻ジャックと虹の卵 前編（マッグガーデンノベルス、『魔法使いの嫁 金糸篇』収録）
- 稲妻ジャックと虹の卵 後篇（マッグガーデンノベルス、『魔法使いの嫁 銀糸篇』収録）

### その他
- 五代ゆう&榊一郎の小説指南（全1巻／ホビージャパンMOOK） - 榊一郎との対談による小説指南書
- 魔法使いの嫁 詩篇.75 稲妻ジャックと妖精事件（既刊4巻／マンガドア） - 著：ヤマザキコレの作品のスピンオフの原作を担当